# Променева кістка
Промене́ва кі́стка (лат. radius) — довга трубчаста кістка передпліччя. З'єднується з плечовою та ліктьовою кістками. На верхньому епіфізі є суглобова ямка для сполучення з голівкою плечової кістки та суглобове коло для сполучення з ліктьовою кісткою. Поряд з цією голівкою розташована горбистість двоголового м'яза. Дистальний епіфіз має зап'ястну суглобову поверхню для сполучення з верхнім (проксимальним) рядом кісток зап'ястя і закінчується латеральним шилоподібним відростком. На медіальному краї цього епіфізу є суглобова поверхня для сполучення із ліктьовою кісткою.

## Будова
Променева кістка складається з тіла (діафізу) та двох епіфізів. Проксимальний епіфіз складається з головки, зчленованої з ліктьовою і плечовою кістками, шийки та променевої горбистості. Дистальний епіфіз має неправильну чотирибічну форму, зчленовується своїми поверхнями з ліктьовою кісткою, човноподібною і півмісяцевою кістками зап'ястка. Він утворює два пальповані виступи: шилоподібний відросток на променевому боці та Лістерів горбок (tuberculum dorsale) на ліктьовому боці. З ліктьовою кісткою променева з'єднується проксимальним і дистальним променево-ліктьовим суглобами, а також міжкістковою мембраною, що йде по всій їх довжині.

### Дистальний епіфіз
Дистальний епіфіз променевої кістки широкий і має чотирибічну форму.